# Waman Bapuji Metre
Waman Bapuji Metre, oft auch W. B. Metre, (* 14. Februar 1906 in Kalamb, Maharashtra; † 21. November 1970) war indischer Erdölgeologe und Mikropaläontologe. Er war ein Pionier der Ölsuche in Indien und galt als Doyen der Erdölgeologen in Indien.

## Leben
Nach dem Diplom an der Indian School of Mines in Dhapad 1930 (er war Schüler des ersten Jahrgangs der 1926 gegründeten Schule) war er Geologe bei der Assam Oil Company (AOC) in Digboi (wo Ölfelder waren, die 1889 entdeckt wurden), einer Tochter der Burmah Oil Company (BOC). Er prospektierte für sie nicht nur in Assam, sondern auch zum Beispiel in Pakistan. 1953 wurde er Chefgeologe. Im selben Jahr fand er die ersten bedeutenden Ölquellen nach der Unabhängigkeit Indiens in Nahorkatiya. 1956 kam als weiteres Ölfeld in Nordostindien Moran hinzu. Daraufhin stieg auch die indische Regierung ins Ölgeschäft ein und Oil India (OIL) wurde 1959 gegründet, das zu zwei Dritteln AOC/BOC gehörte und einem Drittel dem Staat (und ab 1981 ganz in Staatsbesitz). Metre war im Verwaltungsrat von Oil India. 1965 ging er bei Burmah Oil in den Ruhestand, blieb aber beratend tätig.
1961 war er Präsident der Sektion Geologie beim Indian Science Congress. Er war Fellow der Geological Society of London (1948) und Mitglied der Indian National Science Academy (1956). 1968 erhielt er den Padma Bhushan.